# World of Glass
World of Glass — третий студийный альбом норвежской готик-метал-группы Tristania, вышедший в 2001 году. Из-за того, что Мортен Веланд, гитарист, гроулинг-вокалист и основной автор песен, покинул группу, основав свой проект Sirenia, этот альбом стал первым совместным творением всего коллектива, и звучание получилось более разноплановым, чем на предыдущих альбомах. 

## Список композиций
1. «The Shining Path» — 6:46
2. «Wormwood» — 5:56
3. «Tender Trip on Earth» — 5:18
4. «Lost» — 6:03
5. «Deadlocked» — 5:57
6. «Selling Out» — 6:18
7. «Hatred Grows» — 6:20
8. «World of Glass» — 5:26
9. «Crushed Dreams» — 7:42
10. «The Modern End» — 4:40[1]

## Участники записи
- Вибеке Стене — вокал
- Anders H. Hidle — гитара
- Rune Østerhus — бас-гитара
- Einar Moen — клавишные
- Kenneth Olsson — ударные

Приглашённые музыканты
- Ронни Торсен (Trail of Tears) — гроулинг-вокал